# 張齡予
張齡予（1987年10月31日—）臺灣新聞主播，曾任東森新聞台記者兼任主播、三立新聞台《呂讀台灣》主持人、曾任三立新聞台《台灣大頭條》當家主播。現任三立台灣台《健康零距離》主持人。
三立主播張齡予：力求完美上陣 人生沒有白走的路 （页面存档备份，存于）.銘報即時新聞.2019-05-16</ref>

## 家世
父親創立麗翔酒店連鎖（礁溪館、花蓮館）。

## 學歷
- 臺北市立敦化國小畢業。
- 臺北市立敦化國中畢業。
- 臺北市立松山高級中學畢業。
- 國立臺灣師範大學國文系

## 經歷
- 超級偶像5第12名（原名：張庭瑜）
- 年代新聞台記者
- 東森新聞台育樂中心記者兼任主播
- 三立新聞台《新聞夜現場》、《早安新鮮聞》、《假日正午新聞》、《假日台灣大頭條》主播（2016年6月1日-2021年5月16日）
- 三立新聞台《金曲美聲經典重現》專題記者（2016年6月）
- 三立新聞台《呂讀台灣》主持人（2019年5月19日-2021年4月25日）
- 三立新聞台《台灣大頭條》當家主播（2021年5月17日-2022年9月9日）
- 三立台灣台《健康零距離》主持人（2023年4月17日-至今）

## 雜誌
- 2019年《鏡週刊-穿衣鏡》No.130

## 外部連結
- 張齡予的Facebook專頁
- 張齡予的Instagram帳戶
- 齡予❤️齡姊的日常  痞客邦 （页面存档备份，存于）